# Ван Дюлм, Мартен
Мартен Хендрик ван Дюлм (нидерл. Maarten Hendrik van Dulm , 4 августа 1879 — 25 апреля 1949) — офицер нидерландского флота, призёр Олимпийских игр по фехтованию.

## Биография
Родился в 1879 году в Арнеме. В 1900 году поступил во флот. В 1919—1922 годах был редактором флотской газеты «Marineblad». В 1924 году на Олимпийских играх в Париже стал бронзовым призёром в командном первенстве на саблях. В 1928 году принял участие в Олимпийских играх в Амстердаме, но там нидерландская сборная стала в фехтовании на саблях лишь 5-й.
Начав военную карьеру, завершил её в звании вице-адмирала. В 1934—1936 годах он командовал нидерландским Ост-Индским флотом.